# Абдель Рахим аль-Киб
А́бдель Рахи́м аль-Киб (англ. Abdurrahim El-Kib; 2 марта 1950, Триполи — 21 апреля 2020, Таскалуса, Алабама) — ливийский политик и инженер.

## Биография
Окончил Университет Триполи, получив степень бакалавра по электротехнике, продолжил образование в США, в университете Южной Калифорнии и университете Северной Каролины, где в 1984 получил степень Ph.D. С 1985 работал в Университете Алабамы в качестве помощника профессора электротехники, стал профессором в 1996.
Имеет американское гражданство. Является автором многочисленных научных статей, под его руководством защищён ряд диссертаций в области электротехники.
В 2005 основал ливийскую компанию International Company for Energy and Technology.
С 2006 по 2011 возглавлял электротехнический департамент Института нефти в ОАЭ, летом 2011 переехал в Ливию, где вошёл в состав руководства Национального переходного совета Ливии. 31 октября 2011 года избран премьер-министром Национального переходного совета Ливии.
26 ноября на него было совершено покушение. Абдель Рахим аль-Киб и группа сопровождавших его лиц была обстреляна неизвестными в пригороде Триполи в тот момент, когда они входили в здание расположенной там государственной радиостанции. В результате покушения премьер-министр не пострадал, но два члена его делегации были убиты, а пятеро — ранены.
Ушёл из жизни 21 апреля 2020 года.